# Zdislava (železniční zastávka)
Zdislava je železniční zastávka (někdejší železniční stanice), která se poblíž městysu Zdislava v okrese Liberec. Zastávka leží v km 125,238 neelektrizované jednokolejné trati Liberec – Česká Lípa mezi stanicemi Křižany a Rynoltice.

## Historie

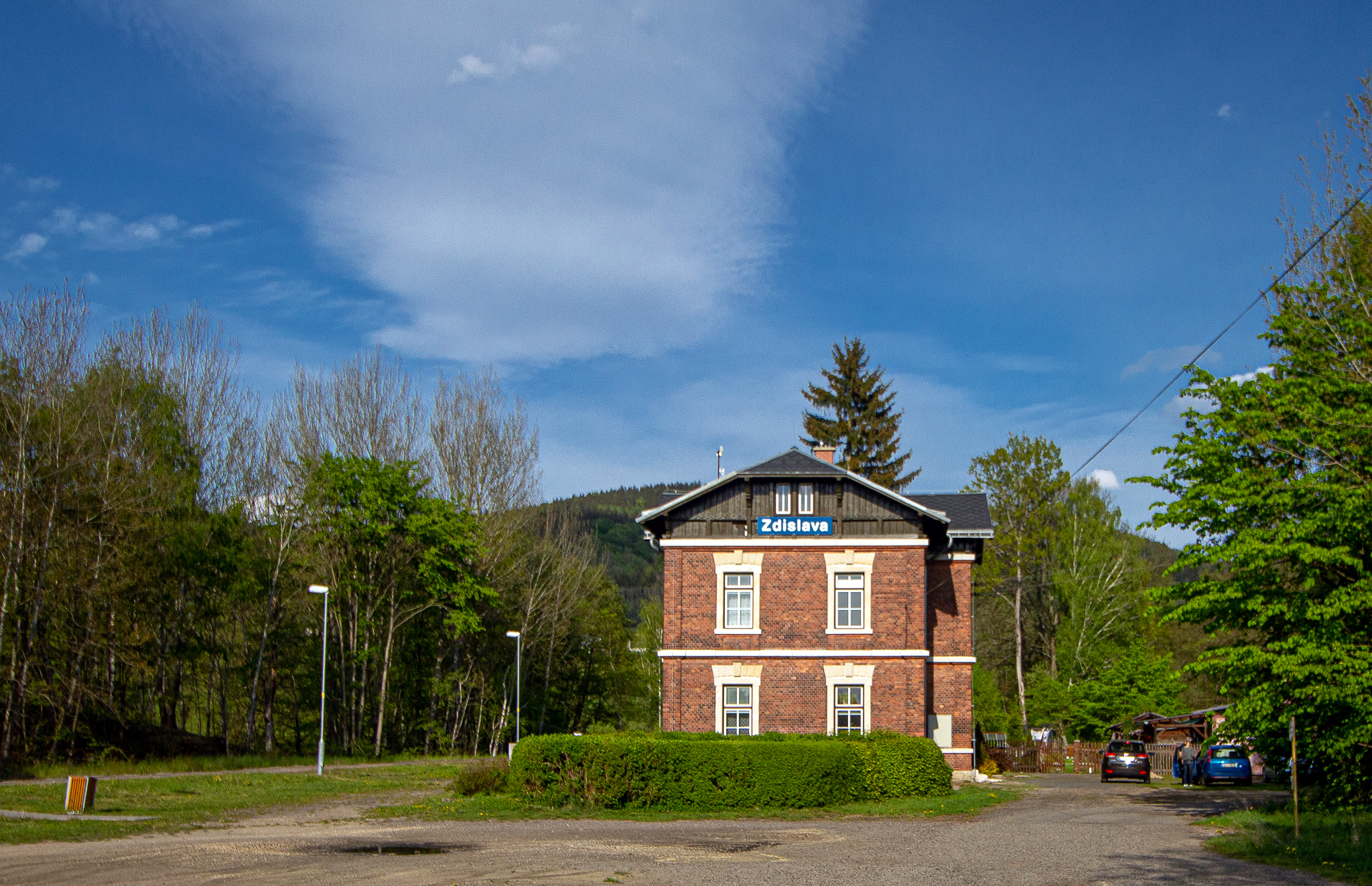
Železniční zastávka

Nádraží zprovoznila Ústecko-teplická dráha 17. září 1900 jako součást nově otevřeného úseku Mimoň – Liberec. Za první republiky neslo nádraží název Schönbach-Vratislavice 1919-1938, za německé okupace v letech 1938–1945 pak Schönbach-Seifersdorf. Poté bylo pojmenování krátce Schönbach-Žibřidice, od roku 1949 pak Zdislava-Žibřidice. Později byl název upraven na Zdislava.

## Popis zastávky
V zastávce je jednostranné vnější nástupiště z betonových panelů o délce 100 metrů, výška nástupní hrany je 300 mm nad temenem kolejnice. Zastávka je vybavena osvětlením, které se rozsvěcuje automaticky. Přístup na nástupiště není bezbariérový. Zastávka není obsazena žádnými dopravními zaměstnanci. Poblíž zastávky se v km 125,026 nachází přejezd P3423 (silnice III/27243 Jitrava - Žibřidice), který je vybaven světelným přejezdovým zabezpečovacím zařízením bez závor. Další koleje, které se v tomto místě původně nacházely, již byly sneseny.